# Fred Hoyle
Sir Fred Hoyle   (Bingley, 24 de juny de 1915 - Bournemouth, 20 d'agost de 2001) var ser un eminent astrofísic i escriptor britànic.
Va treballar en quasi tots els camps de l'astrofísica. Hoyle va ser un dels astrofísics més polèmics, i a pesar d'això àmpliament respectat. Hoyle és famós principalment per la proposta de dues teories de caràcter heterodox. La primera, el seu model d'univers estacionari o teoria de l'estat estacionari i, la segona, la seva proposta, junt amb Chandra Wickramsinghe, el 1978, de la teoria de la panspèrmia.

## Descobriments

### Nivells d'energia atòmica del carboni
El 1958, va realitzar el seu descobriment més fonamental pel que serà recordat com un dels científics més eminents del segle xx. En aquell moment, era difícil explicar la nucleosíntesi del carboni, com est element s'havia format en l'interior de diferents estreles i havia estat prou abundant per a fer possible la vida en el nostre planeta. Hoyle va predir teòricament els diferents nivells d'energia que els àtoms de carboni havien de tenir. La seva predicció es basava en la necessitat d'estos nivells concrets perquè aquest element poguera produir-se en reaccions nuclears a partir d'elements més simples en nuclis estel·lars. El seu treball sobre estes reaccions i les seves extenses contribucions a l'estudi de les estructures internes estel·lars van permetre aprofundir en el coneixement de la nucleosíntesi, la generació d'elements pesants a partir d'hidrogen i heli en l'interior de les estrelles, permetent explicar la formació d'elements com l'heli, carboni, silici i oxigen. Aquest descobriment fonamental va ser realitzat en conjunt amb el físic nord-americà William Fowler, va rebre per això el Premi Nobel de Física el 1983, compartit amb Subrahmanyan Chandrasekhar, un altre dels grans astrofísics que van estudiar l'interior de les estrelles.

## Teories

### Teoria de l'estat estacionari
Amb enormes aportacions en el camp de l'evolució i estructura de les estreles, Hoyle va ser més conegut pel seu, avui en dia poc canònic, model de l'univers estacionari, conegut com a teoria de l'estat estacionari. Est model sostenia que l'univers mai va tenir un origen, sinó que sempre va existir de la mateixa manera com el coneixem avui. Explicava l'expansió descoberta per Hubble amb la permanent creació de protons i electrons, que passen a formar l'hidrogen que posteriorment s'agrupa en estreles i galàxies. Hoyle va arribar a batejar humorísticament la teoria alternativa d'expansió de l'univers a partir d'una singularitat inicial com a teoria del big-bang, nom pel qual ara es coneix la teoria. El seu nom també està lligat a diferents formulacions del principi antròpic.

### Teoria de la panspèrmia
La teoria de la panspèrmia afirma que la vida no va sorgir en la Terra sinó que va arribar al nostre planeta a bord de cometes capaços de dispersar el mateix tipus de vida per diferents mons.

## Obra
També va destacar com a autor de nombrosos treballs de divulgació científica i d'obres de ciència-ficció. Com a divulgador científic, va realitzar una sèrie de conferències per a la BBC el 1950 arreplegades en el llibre The nature of the Universe. Entre les seves obres de ciència-ficció destaca El núvol negre (1957). El 1961, va realitzar una sèrie de ciència-ficció per a la televisió titulada A for Andromeda i protagonitzada per Julie Christie (la versió novel·lada d'aquesta darrera sèrie va ser publicada en castellà per Plaza & Janés el 1963). Va ser nomenat cavaller el 1972. Sir Fred Hoyle va rebre, el 1997, el Premi Crafoord.